# Hantel

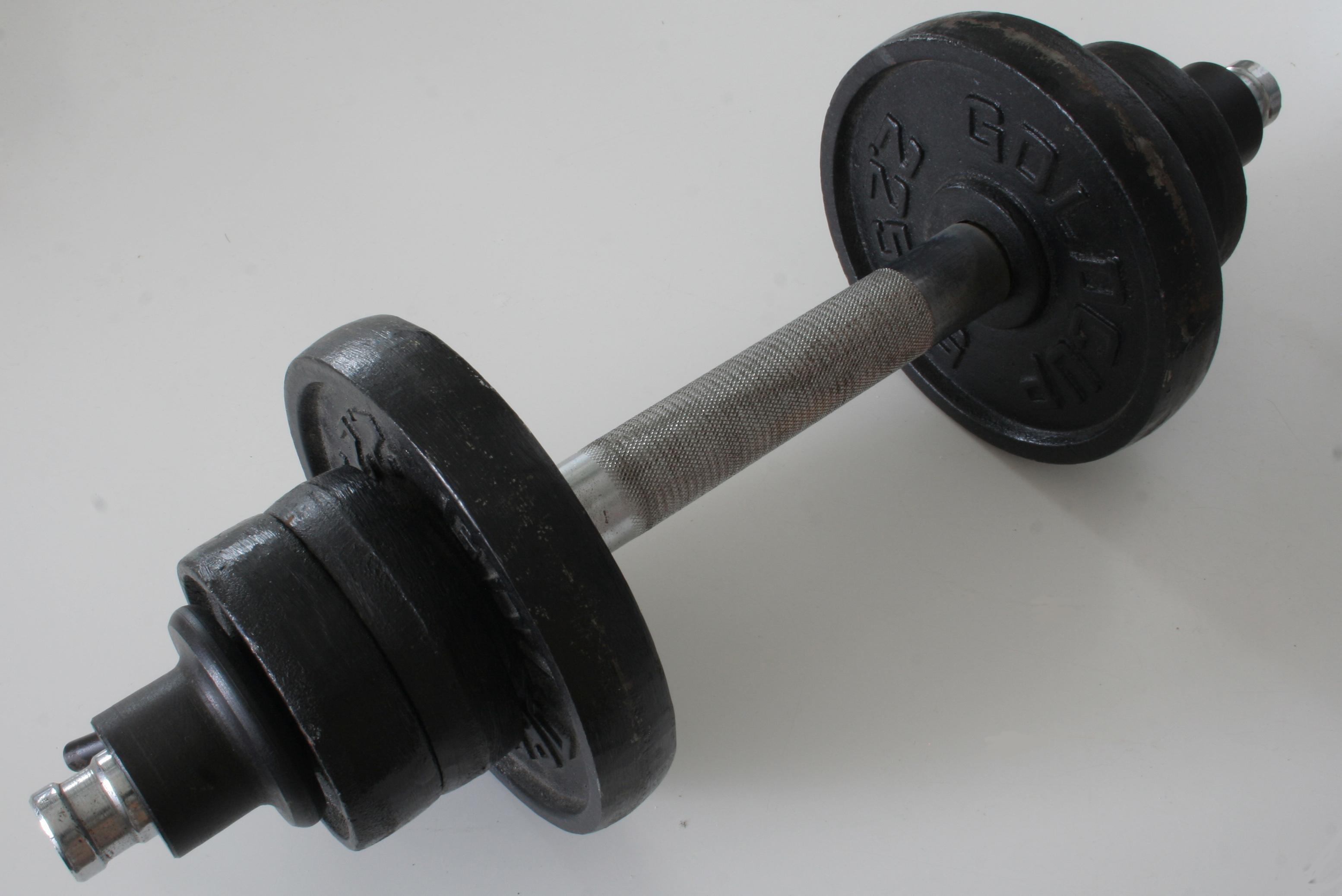
Hantel med vikter

En hantel är ett redskap för träning som utgörs av en stång med tyngder i båda ändarna. En hantel är cirka 40 centimeter lång och används som redskap vid styrketräning och av kroppsbyggare. Hanteln används för träning av en mängd muskelgrupper såsom bröst, armar, rygg och ben.
Ordet "hantel" kommer från tyskans likalydande ord med samma betydelse och kan beläggas i svenska språket sedan 1882.